# بینهم استاکس
بینهم استاکس (به انگلیسی: Beenham Stocks) یک روستا در بریتانیا است که در بارکشر واقع شده‌است.